# Ezra Pound
Ezra Pound (Hailey, Idaho, 1885. október 30. – Velence,     Olaszország, 1972. november 1.) amerikai költő, műfordító, kritikus, szerkesztő.

## Élete
Az Idaho állambeli Hailey-ben született, Pennsylvaniában nevelkedett. A Hamilton College-ban és a Pennsylvania Egyetemen tanult. Egyetemi évei során ismerkedett meg William Carlos Williams-szel és Hilda Doolittle-lel. A Wabash College-ban kezdett tanítani, ám négy hónap után (erkölcstelen viselkedés vádjával) elbocsátották.
1908-ban Velencébe ment - itt jelent meg még ebben az évben A Lume Spento (Kialvó fénynél) című verseskötete. Ezután Londonba költözött, ahol megismerkedett W. B. Yeatsszel, R. Frosttal, James Joyce-szal és T. S. Eliottal. Szervezte az irodalmi életet, segítette költőtársai újszerű törekvéseit, illetve a Poetry európai szerkesztője lett. R. Aldingtonnal, Hilda Doolittle-lel és Amy Lowell-lel létrehozták az imagista költőcsoportot. 1914-ben egy nézeteltérés miatt kivált a mozgalomból, s vorticizmus néven új irányzatot alapított.
1920-tól 1924-ig Párizsban élt. 1925-ben Olaszországba utazott, 1928-tól Rapallóban telepedett le, itt élt 1944-ig. Gazdaságfilozófiája - amit a Cantók-ban is kifejtett - Mussolini fasiszta rendszerének hívévé tette. A háború kitörésekor a római rádióban Amerika-ellenes beszédeket tartott. 1944-ben letartóztatták, majd egy évre rá az Egyesült Államokba szállították, ám nem állították bíróság elé, mert elmebetegnek nyilvánították.
1949-ben Bolingen-díjat kapott. Neves kortársai közbenjárásával 1958-ban kiengedték. Ezután Olaszországba ment, utolsó éveit Velencében töltötte.

## Főbb művei
- Kialvó fénynél (1908)
- Személyek (1909)
- Mámorok (1909)
- Riposztok (1912)
- Néhány Ne az imagista számára (kiáltvány)
- Cantók

## Magyarul
- Tizenöt canto; vál., ford., utószó Kemenes Géfin László; Magyar Műhely, Párizs, 1975
- Tizenöt canto; ford., utószó Kemenes Géfin László; "Magyar Október" Szabadsajtó, Bp., 1985
- Ezra Pound versei; vál. Ferencz Győző, ford. Báthori Csaba et al., jegyz. Novák György; Európa, Bp., 1991